# Вельки Клиж
Вельки Клиж (словац. Veľký Klíž) — село, громада округу Партизанське, Тренчинський край. Кадастрова площа громади — 42.4 км².
Населення 899 осіб (станом на 31 грудня 2020 року).

## Історія
Вельки Клиж згадується 1244 року.

## Населення
| Рік:            | 1994. | 2004.    | 2014.   | 2024.   |
| --------------- | ----- | -------- | ------- | ------- |
| Кількість осіб: | 1018  | 916      | 894     | 845     |
| Різниця:        |       | -10,01 % | -2,40 % | -5,48 % |

| Рік:            | 2023. | 2024.   |
| --------------- | ----- | ------- |
| Кількість осіб: | 847   | 845     |
| Різниця:        |       | -0,23 % |